# South Houston
South Houston est une ville située au sud-est du comté de Harris  au Texas, aux États-Unis,. La ville est incorporée en 1913 et fait partie de la région métropolitaine du Greater Houston.

## Démographie
Lors du recensement de 2010, la ville comptait une population de 16 983 habitants. Elle est estimée, en 2016, à 17 463 habitants.

### Source de la traduction
- (en) Cet article est partiellement ou en totalité issu de l’article de Wikipédia en anglais intitulé « South Houston, Texas » (voir la liste des auteurs).